# Östra Vingåkers kyrka
Östra Vingåkers kyrka är en kyrkobyggnad som tillhör Katrineholmsbygdens församling i Strängnäs stift. Kyrkan ligger sex kilometer sydväst om Katrineholm.
Kyrkan är en korsformig kyrka med en femsidig sakristiutbyggnad i öster. Kyrkans taklag täcks av fabrikslackerad, skivtäckt plåt i svart kulör. Långhuset, korsarmarna och koret täcks av mansardtak medan den ursprungliga sakristian täcks av ett sadeltak vid anslutningen till koret i väster och ett tredelat tak i öster.

## Kyrkobyggnaden
Området ingick sedan medeltiden i Vingåkers socken. På grund av socknens storlek var det alltför långt för sockenborna i den östra delen av socken att ta sig till Västra Vingåkers kyrka och 1642 invigdes ett kapell av trä på platsen. Kapellet blev med tiden för trångt och genom en landsomfattande kollekt fick kyrkan medel att uppföra en kyrka i sten istället. Denna började uppföras 1749 med Pehr Sundling som byggmästare och fick formen av en korskyrka med brutet tak och putsade fasader. Kyrkans huvudingång i väster markeras genom en frontespis i form av ett något framskjutande gavelparti, vilket bärs upp av pilastrar. Ingångarna i norr och söder har enbart en i putsen svagt markerad omfattning. Över portarna sitter kalkstensplattor med bibelspråk. I ingångarnas stickbågiga dörröppningar sitter inåtgående pardörrar. Dörrbladen är utförda som bräddörrar, vilka utvändigt är klädda med profilerad, diagonalställd panel.
Kyrkan restaurerades 1999.

## Omgivning

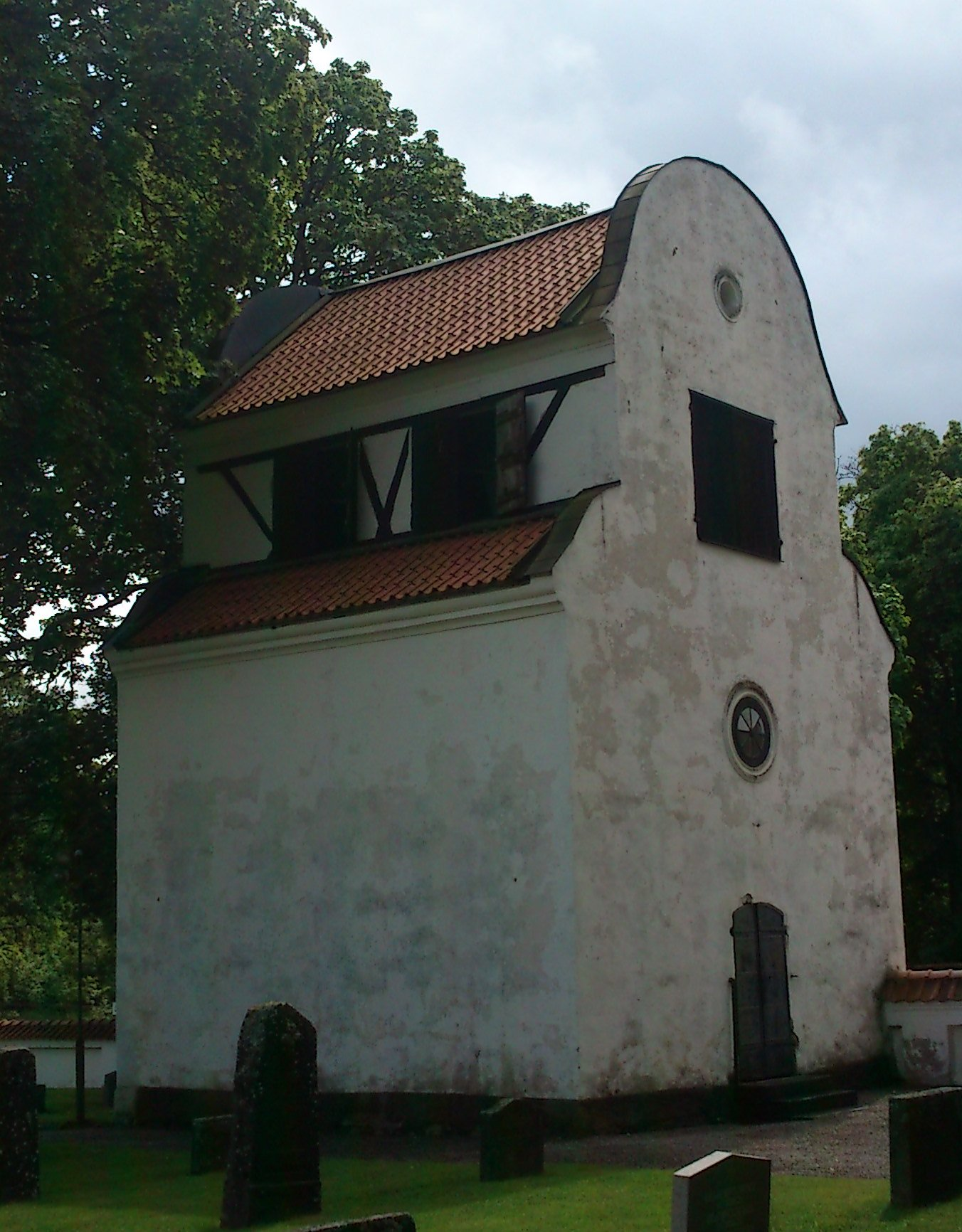
Klocktornet från 1750-talet

Vid entrén på kyrkmurens södra sida finns två torn, det ena har använts som gravkor för släkterna Stromberg och Lewenhaupt, det andra används som sockenmagasin och kampanil med fyra kyrkklockor. Storklockan är gjuten 1764 av Pehr Petraeus, Angångsklockan gjuten 1768 av Gerhard Meyer i Stockholm, Skriftklockan gjuten 1770 av Olof Kjulander i Örebro samt Prästklockan gjuten 1771 av Olof Kjulander.
Invid östra muren finns de gamla kyrkstallarna från 1840-talet kvar, bevarade som byggnadsminne sedan 1983. Den är flyttad ett stycke och har i samband med det kortats.
På kyrkogården finns ett tiotal gravar med medlemmar av släkten Indebetou.¨
Den på Claestorp 1830-talet inrättade syskolan för flickor flyttades 1864 till kyrkallén och inrymdes i ett gult trähus med utsirade fönsterfoder. 1872 lät ägarna av Claestorp även starta en slöjdskola som inrymdes i det gulputsade huset tvärsöver vägen. 1892 startades en hushållsskola. På 1930-talet inordnades verksamheten i folkskolans undervisning. Kyrkskolan uppfördes 1846 i en våning men påbyggdes redan samma år med ännu en våning. Den inrymmer numera församlingshem. Öster om kyrkan ligger den gamla IOGT-lokalen.

## Inventarier
- Predikstol från kyrkans byggnadstid
- Altare av trä med skiva av kolmårdsmarmor
- Altartavla med motivet Kristi nedtagande från korset är en kopia av Rubens målning med samma motiv, målat av Gustaf Adolf Engman 1839
- Den före detta altartavlan som 1753 sattes upp i kyrkan med Nattvarden som motiv, den är kopierad efter altartavlan i Alla Helgona kyrka, Nyköping.
- Ett porträtt av kyrkans byggmästare Pehr Sundling, skänkt till kyrkan 1830.
- En oljemålning med motivet Hamans ändalykt, målningen är från sent 1600-tal i italiensk stil.
- Dopfunt av trä i empirestil skänkt 1840 av Erik Arfwedson, Beckershov
- Dopfunt med skaft av grå sandsten och skål av röd sandsten, skänkt till kapellet som föregick kyrkan av Anna Gyllenhorn 1666.
- Två ljusplåtar i försilvrad mässing från slutet av 1600-talet.
- En sjuarmad ljusstake av malm från 1600-talet, skänkt från Skalltorp.
- Två ljuskronor av malm vardera för 16 ljus, skänkta till kyrkan av Claes Stromberg och Ulrica Catharina Lewenhaupt 1753.
- I sakristian förvaras ett alnmått som brukats som likare för socknens alnmått, samt en gammal kyrkstöt.

## Kyrksilver
- Ett ovalt dopfat av invändigt förgyllt silver, med drivan godronnerering, utfört av Gustav Andreas Stafhell i Stockholm 1758
- Vinkanna, kalk och patén samt oblatask utförda tillsammans av Gustaf MÖllenborg i Stockholm 1845 och skänkta av A. K. och S. L. Wachtmeister
- Två sockenbudstyg från 1700-talet, det ena utfört av Arnold von der Hagen i Norrköping.

Äldre silverföremål som funnits i kyrkan stals i samband med två inbrott 1825 och 1841.
Bland föremålen som försvann i samband med inbrottet 1841 märks en förgylld vinkanna om 77 1/4 lod silver som skänkts av Gustaf Christian Falkenberg och Catharina Petronella Rosenstråle, samt en annan vinkanna om 77 lod silver som skänkts av Lars Olufsson och Bengta Ersdotter 1687. Vidare en kalk och paten från 1640-talet, jämte en oblatask och en förgylld brudkrona.

## Textilier
Bland textilier från kyrkan märks ett antepenium i vitt siden med broderier och ett kalkkläde, båda från omkring 1700, senare överförda till Domkyrkomuseet i Strängnäs, samt en mässhake av gul sidendamast med silverbroderier från början av 1700-talet, senare överförd till Statens historiska museum. Till museet i Strängnäs överfärdes även från Östra Vingåker en mässhake i svart sammet från 1700-talet, ett kalkkläde av vitt siden från omkring 1800 samt ett kalkkläde i svart och gul sidendamast med svenska och norska vapnet invävt samt Karl XIV Johans monogram. Kyrkan har även ett två svarta mässhakar med silvergaloner, den ena daterad 1826 samt ett antependium av svart sammet med silvergaloner daterat 1848.

### Orgel
- 1749 sattes en orgel med 9 stämmor upp i kyrkan av Jonas Gren och Petter Stråhle, Stockholm. Orgeln skänktes till kyrkan 1756 av riksrådet Claës Stromberg. År 1765 byggdes en självständig pedal till med 5 stämmor.[2]

| Manual                       | Pedal      |
| Gedackt 8'                   | Subbas 16' |
| Principal 4'                 | Gedackt 8' |
| Spetsflöjt 4'                | Oktava 4'  |
| Kvinta 3'                    | Basun 16'  |
| Oktava 2'                    | Trumpet 8' |
| Scharf 3 chor                |            |
| Trumpet 8' (halverad stämma) |            |
| Trumpet 4' Bas               |            |
| Vox virginea                 |            |

- 1856 byggde Erik Adolf Setterquist och Per Larsson Åkerman, Strängnäs en orgel med 16 stämmor fördelade på två manualer.[3]

- Den nuvarande orgeln byggdes 1914 av Johannes Magnusson, Göteborg. Orgeln utökades 1939 av Johan Albert Johnsson, Duvbo och omdisponerades 1953 av Åkerman & Lund, Knivsta. Orgeln är för närvarande mekanisk och pneumatisk.[3]

| Huvudverk I   | Svällverk II      | Pedal                             | Koppel    | Övrigt                |
| Borduna 16'   | Gedackt 8'        | Subbas 16' (transmitterad från I) | I/P       | 3 fria kombinationer  |
| Principal 8'  | Salicional 8'     | Violon 16'                        | II/P      | 3 fasta kombinationer |
| Rörflöjt 8'   | Principal 4'      | Oktava 8' (transmitterad från I)  | II/I      | Registersvällare      |
| Oktava 4'     | Flöjt 4'          | Koralbas 4'                       | I 4'/I    |                       |
| Kvintadena 4' | Nasard 2 2⁄3'     | Basun 16'                         | II 16'/II |                       |
| Oktava 2'     | Blockflöjt 2'     |                                   |           |                       |
| Mixtur 4 chor | Ters 1 3⁄5'       |                                   |           |                       |
| Trumpet 8'    | Scharf 3 chor     |                                   |           |                       |
|               | Skalmeja 8'       |                                   |           |                       |
|               | Crescendosvällare |                                   |           |                       |

#### Kororgel
År 1978 flyttades en mekanisk kororgel hit från Sköldinge kyrka. Den var byggd på 1970-talet av Åkerman & Lund, Knivsta.